# 八里一交流道
八里一交流道為臺灣台61線的交流道，位於臺灣新北市八里區，指標為2K，可通往知名景點十三行博物館，為目前台61線之起點和通車起點。
| 台61線 | 2 八里一 | 八里 |

## 外部連結
- 台61線八里一交流道、八里二交流道示意圖 （页面存档备份，存于）（交通部公路總局）